# Atsugi
Atsugi (Japans: 厚木市, Atsugi-shi) is een stad in de prefectuur Kanagawa in Japan. De oppervlakte van deze stad is 93,83 km² en begin 2010 heeft de stad circa 225.000 inwoners. De rivier Sagami stroomt van noord naar zuid door de stad.
In Japan is Atsugi vooral bekend als voorstad van de metropool Tokio-Yokohama. Daarnaast is de stad bekend door de Naval Air Facility Atsugi (厚木海軍飛行場, Atsugi Kaigun-hikōjō), een Amerikaanse marinebasis bij Atsugi (om precies te zijn op het grondgebied van de aangrenzende gemeentes Ayase en Yamato).

## Geschiedenis
De NAF Atsugi is de plaats waar de Amerikaanse troepen op 28 augustus 1945 voor het eerst Honshu betraden.
Atsugi werd op 1 februari 1955 een stad (shi) na samenvoeging met de dorpen Mutsuai, Koaiyu, Tamagawa en Minamimori.
De stad groeide op 8 juli 1958 door samenvoeging met de dorpen Echi en Aikawa.
Op 30 september 1956 werd het dorp Ogino bij Atsugi gevoegd.
In april 2000 overschreed het aantal inwoners de 200.000 en op 1 april 2002 werd Atsugi uitgeroepen tot Speciale stad.

## Economie
Atsugi is primair een slaapstad. Nissan heeft sinds 1982 een ontwerpcentrum en Sony heeft twee 'technologiecentra' in Atsugi. Ook het hoofdkantoor van Anritsu staat in Atsugi.

## Verkeer
Atsugi ligt aan de Sagami-lijn van de East Japan Railway Company en de Odawara-lijn van Odakyū Elektrische Spoorwegmaatschappij.
Atsugi ligt aan de Tomei-autosnelweg en aan de nationale autoweg 129, 246, 271, 412 en aan de prefecturale wegen 22, 40, 42, 43, 51, 60, 63, 64, 65, 601, 602, 603 en 604.

## Bezienswaardigheden
- Iiyama Kannon (飯山観音) is een bijna 800 jaar oude Boeddhistische tempel. De sakura (bloesem) zijn beroemd.
- Iiyama bronnen
- Nanasawa bronnen
- Berg Oyama (大山, Ōyama), lange tijd een heilige berg.

## Stedenband
Atsugi heeft een stedenband met
- New Britain (Connecticut), Verenigde Staten, sinds 31 mei 1983
- Yangzhou, Volksrepubliek China, sinds 23 oktober 1984
- Gunpo, Zuid-Korea, sinds 5 februari 2005

## Aangrenzende steden
- Hiratsuka
- Ebina
- Zama
- Sagamihara
- Isehara
- Hadano

## Geboren in Atsugi
- Akira Amari (甘利 明, Amari Akira), politicus van de LDP
- Ikue Sakakibara (榊原 郁恵, Sakakibara Ikue), actrice, J-popzangeres
- Kyoko Koizumi (小泉今日子, Koizumi Kyōko), zangeres, actrice
- Azusa Seno (瀬能あづさ, Senō Azusa), J-popzangeres, actrice
- Takako Shimura (志村貴子, Shimura Takako), mangaka
- Hitoshi Tamura (多村 仁, Tamura Hitoshi), honkbalspeler
- Nobuteru Maeda (前田亘輝, Maeda Nobuteru), zanger
- Teruyuki Moniwa (茂庭 照幸, Moniwa Teruyuki), voetballer
- Genki Nagasato (永里 源気, Nagasato Genki), voetballer
- Yuki Nagasato (jap. 永里 優季, Nagasato Yūki) voetbalster